# Thống đốc Texas
Thống đốc bang Texas là người đứng đầu bang Texas và là Tổng tư lệnh lực lượng quân đội bang Texas. Thống đốc bang Texas có quyền phê duyệt hoặc phủ quyết dự luật được thông qua bởi Cơ quan lập pháp bang Texas và triệu tập cơ quan lập pháp. Thống đốc có thể cấp ân xá trong các trường hợp khác ngoài luận tội (nhưng chỉ khi được đề xuất bởi Hội đồng ân xá và song phương Texas hoặc trong trường hợp phản quốc, với sự cho phép của cơ quan lập pháp. Thống đốc hiện tại là Greg Abbott.

## Danh sách
| Đảng | Đảng      | Số thống đốc |
| ---- | --------- | ------------ |
|      | Dân chủ   | 39           |
|      | Cộng hòa  | 7            |
|      | Liên hiệp | 1            |
|      | Độc lập   | 1            |
|      | Quân đội  | 1            |

| #  | Thống đốc           | Thống đốc | Thống đốc                                                                                 | Thời gian tại nhiệm                                                              | Đảng                                                  | Năm bầu cử                                 | Chức vụ trước đó                                                                            | Phó Thống đốc                               | Phó Thống đốc                  |
| -- | ------------------- | --------- | ----------------------------------------------------------------------------------------- | -------------------------------------------------------------------------------- | ----------------------------------------------------- | ------------------------------------------ | ------------------------------------------------------------------------------------------- | ------------------------------------------- | ------------------------------ |
| 1  |                     |           | James Pinckney Henderson ngày 31 tháng 3 năm 1808 - ngày 4 tháng 6 năm 1858 (Aged 50)     | ngày 19 tháng 2 năm 1846 - ngày 21 tháng 12 năm 1847                             | Dân chủ                                               | 1845                                       | Bộ trưởng phụ trách Anh quốc và Pháp của Cộng hòa Texas (1837-1840)                         |                                             | Albert Clinton Horton          |
| 2  |                     |           | George T. Wood ngày 12 tháng 3 năm 1795 - ngày 3 tháng 9 năm 1858 (Aged 63)               | ngày 21 tháng 12 năm 1847 – ngày 21 tháng 12 năm 1849                            | Dân chủ                                               | 1847                                       | Thượng nghị sĩ bang Texas (1846-1847)                                                       |                                             | John Alexander Greer           |
| 3  |                     |           | Peter Hansborough Bell ngày 11 tháng 5 năm 1810 - ngày 8 tháng 3 năm 1898 (Aged 87)       | ngày 21 tháng 12 năm 1849 – ngày 23 tháng 11 năm 1853                            | Dân chủ                                               | 1849                                       | Trung tá của Trung đoàn Tình nguyện Sơn cước Texas số 2 (1845-1949)                         |                                             | John Alexander Greer           |
| 3  | 1851                |           | Peter Hansborough Bell ngày 11 tháng 5 năm 1810 - ngày 8 tháng 3 năm 1898 (Aged 87)       | ngày 21 tháng 12 năm 1849 – ngày 23 tháng 11 năm 1853                            | Dân chủ                                               | James W. Henderson                         | Trung tá của Trung đoàn Tình nguyện Sơn cước Texas số 2 (1845-1949)                         |                                             |                                |
| 4  | 1851                |           |                                                                                           | James W. Henderson ngày 15 tháng 8 năm 1817 - ngày 30 tháng 8 năm 1880 (Aged 63) | ngày 23 tháng 11 năm 1853 – ngày 21 tháng 12 năm 1853 | Dân chủ                                    | Phó Thống đốc thứ 3 của Texas (1851-1853)                                                   | Office vacant                               | Office vacant                  |
| 5  |                     |           | Elisha M. Pease ngày 3 tháng 1 năm 1812 - ngày 26 tháng 8 năm 1883 (Aged 71)              | ngày 21 tháng 12 năm 1853 – ngày 21 tháng 12 năm 1857                            | Unionist                                              | 1853                                       | Thượng nghị sĩ bang Texas (1849-1851)                                                       |                                             | David Catchings Dickson        |
| 5  | 1855                |           | Elisha M. Pease ngày 3 tháng 1 năm 1812 - ngày 26 tháng 8 năm 1883 (Aged 71)              | ngày 21 tháng 12 năm 1853 – ngày 21 tháng 12 năm 1857                            | Unionist                                              | Hardin Richard Runnels                     | Thượng nghị sĩ bang Texas (1849-1851)                                                       |                                             |                                |
| 6  |                     |           | Hardin R. Runnels ngày 30 tháng 8 năm 1820 - ngày 25 tháng 12 năm 1873 (Aged 53)          | ngày 21 tháng 12 năm 1857 – ngày 21 tháng 12 năm 1859                            | Dân chủ                                               | 1857                                       | Phó Thống đốc thứ 5 của Texas (1855-1857)                                                   |                                             | Francis Lubbock                |
| 7  |                     |           | Sam Houston ngày 2 tháng 3 năm 1793 - ngày 26 tháng 7 năm 1863 (Aged 70)                  | ngày 21 tháng 12 năm 1859 – ngày 16 tháng 3 năm 1861                             | Independent                                           | 1859                                       | Thượng nghị sĩ Hoa Kỳ đại diện bang Texas (1846-1859)                                       |                                             | Edward Clark                   |
| 8  |                     |           | Edward Clark ngày 1 tháng 4 năm 1815 - ngày 4 tháng 5 năm 1880 (Aged 65)                  | ngày 16 tháng 3 năm 1861 – ngày 7 tháng 11 năm 1861                              | Dân chủ                                               | 1859                                       | Phó Thống đốc thứ 7 của Texas (1859-1861)                                                   | Office vacant                               | Office vacant                  |
| 9  |                     |           | Francis Lubbock ngày 16 tháng 10 năm 1815 - ngày 22 tháng 6 năm 1905 (Aged 89)            | ngày 7 tháng 11 năm 1861 – ngày 5 tháng 11 năm 1863                              | Dân chủ                                               | 1861                                       | Phó Thống đốc thứ 6 của Texas (1857-1859)                                                   |                                             | John McClannahan Crockett      |
| 10 |                     |           | Pendleton Murrah 1824 or 1826 - ngày 4 tháng 8 năm 1865 (Aged about 40)                   | ngày 5 tháng 11 năm 1863 – ngày 17 tháng 6 năm 1865                              | Dân chủ                                               | 1863                                       | Texas state representative (1857)                                                           |                                             | Fletcher Summerfield Stockdale |
| -  |                     |           | Fletcher Summerfield Stockdale 1823 or 1825 - ngày 4 tháng 2 năm 1890 (Aged about 67)     | ngày 11 tháng 6 năm 1865 – ngày 16 tháng 6 năm 1865                              | Quân đội                                              | 1863                                       | Phó Thống đốc thứ 9 của Texas (1863-1865)                                                   | Office vacant                               | Office vacant                  |
| 11 |                     |           | Andrew Jackson Hamilton ngày 28 tháng 1 năm 1815 - ngày 11 tháng 4 năm 1875 (Aged 60)     | ngày 16 tháng 6 năm 1865 – ngày 9 tháng 8 năm 1866                               | Dân chủ - Quân đội                                    | 1863                                       | Texas state senator-elect (1861)                                                            | Office vacant                               | Office vacant                  |
| 12 |                     |           | James W. Throckmorton ngày 1 tháng 2 năm 1825 - ngày 21 tháng 4 năm 1894 (Aged 69)        | ngày 9 tháng 8 năm 1866 – ngày 8 tháng 8 năm 1867                                | Dân chủ                                               | 1866                                       | Đại úy thuộc Trung đoàn Kỵ binh Texas số 6 của Liên minh miền Nam Hoa Kỳ (1861-1863)        |                                             | George Washington Jones        |
| 13 |                     |           | Elisha M. Pease ngày 3 tháng 1 năm 1812 - ngày 26 tháng 8 năm 1883 (Aged 71)              | ngày 8 tháng 8 năm 1867 – ngày 30 tháng 9 năm 1869                               | Republican                                            | 1866                                       | Thống đốc thứ 5 của Texas (1853-1857)                                                       | Office vacant                               | Office vacant                  |
| 14 |                     |           | Edmund J. Davis ngày 2 tháng 10 năm 1827 - ngày 7 tháng 2 năm 1883 (Aged 55)              | ngày 8 tháng 1 năm 1870 – ngày 15 tháng 1 năm 1874                               | Republican                                            | 1869                                       | Chuẩn tướng chỉ huy Trung đoàn Kỵ binh Texas số 1 của Liên bang miền Bắc Hoa Kỳ (1862-1865) | Office vacant                               | Office vacant                  |
| 15 |                     |           | Richard Coke ngày 18 tháng 3 năm 1829 - ngày 14 tháng 5 năm 1897 (Aged 68)                | ngày 15 tháng 1 năm 1874 – ngày 1 tháng 12 năm 1876                              | Dân chủ                                               | 1873                                       | Phó Chánh án Tòa án Tối cao Texas (1866-1867)                                               |                                             | Richard B. Hubbard             |
| 15 | 1876                |           | Richard Coke ngày 18 tháng 3 năm 1829 - ngày 14 tháng 5 năm 1897 (Aged 68)                | ngày 15 tháng 1 năm 1874 – ngày 1 tháng 12 năm 1876                              | Dân chủ                                               |                                            | Phó Chánh án Tòa án Tối cao Texas (1866-1867)                                               |                                             | Richard B. Hubbard             |
| 16 |                     |           | Richard B. Hubbard ngày 1 tháng 11 năm 1832 - ngày 12 tháng 7 năm 1901 (Aged 68)          | ngày 1 tháng 12 năm 1876 – ngày 21 tháng 1 năm 1879                              | Dân chủ                                               | Phó Thống đốc thứ 16 của Texas (1874-1876) | Office vacant                                                                               | Office vacant                               |                                |
| 17 |                     |           | Oran Milo Roberts ngày 9 tháng 7 năm 1815 – ngày 19 tháng 5 năm 1898 (Aged 82)            | ngày 21 tháng 1 năm 1879 – ngày 16 tháng 1 năm 1883                              | Dân chủ                                               | 1878                                       | Chánh án thứ 7 của Tòa án Tối cao Texas (1874-1879)                                         |                                             | Joseph D. Sayers               |
| 17 | 1880                |           | Oran Milo Roberts ngày 9 tháng 7 năm 1815 – ngày 19 tháng 5 năm 1898 (Aged 82)            | ngày 21 tháng 1 năm 1879 – ngày 16 tháng 1 năm 1883                              | Dân chủ                                               | Leonidas Jefferson Storey                  | Chánh án thứ 7 của Tòa án Tối cao Texas (1874-1879)                                         |                                             |                                |
| 18 |                     |           | John Ireland ngày 1 tháng 1 năm 1827 – ngày 15 tháng 3 năm 1896 (Aged 69)                 | ngày 16 tháng 1 năm 1883 – ngày 18 tháng 1 năm 1887                              | Dân chủ                                               | 1882                                       | Phó Chánh án Tòa án Tối cao Texas (1875-1876)                                               |                                             | Francis Marion Martin          |
| 18 | 1884                |           | John Ireland ngày 1 tháng 1 năm 1827 – ngày 15 tháng 3 năm 1896 (Aged 69)                 | ngày 16 tháng 1 năm 1883 – ngày 18 tháng 1 năm 1887                              | Dân chủ                                               | Barnett Gibbs                              | Phó Chánh án Tòa án Tối cao Texas (1875-1876)                                               |                                             |                                |
| 19 |                     |           | Lawrence Sullivan "Sul" Ross ngày 27 tháng 9 năm 1838 – ngày 3 tháng 1 năm 1898 (Aged 59) | ngày 18 tháng 1 năm 1887 – ngày 20 tháng 1 năm 1891                              | Dân chủ                                               | 1886                                       | Thượng nghị sĩ (1881-1883)                                                                  |                                             | Thomas Benton Wheeler          |
| 19 | 1888                |           | Lawrence Sullivan "Sul" Ross ngày 27 tháng 9 năm 1838 – ngày 3 tháng 1 năm 1898 (Aged 59) | ngày 18 tháng 1 năm 1887 – ngày 20 tháng 1 năm 1891                              | Dân chủ                                               |                                            | Thượng nghị sĩ (1881-1883)                                                                  |                                             | Thomas Benton Wheeler          |
| 20 |                     |           | Jim Hogg ngày 24 tháng 3 năm 1851 – ngày 3 tháng 3 năm 1906 (Aged 54)                     | ngày 20 tháng 1 năm 1891 – ngày 15 tháng 1 năm 1895                              | Dân chủ                                               | 1890                                       | Tổng Chưởng lý thứ 21 của Texas (1887-1891)                                                 |                                             | George Cassety Pendleton       |
| 20 | 1892                |           | Jim Hogg ngày 24 tháng 3 năm 1851 – ngày 3 tháng 3 năm 1906 (Aged 54)                     | ngày 20 tháng 1 năm 1891 – ngày 15 tháng 1 năm 1895                              | Dân chủ                                               | Martin McNulty Crane                       | Tổng Chưởng lý thứ 21 của Texas (1887-1891)                                                 |                                             |                                |
| 21 |                     |           | Charles A. Culberson ngày 10 tháng 6 năm 1855 – ngày 19 tháng 3 năm 1925 (Aged 69)        | ngày 15 tháng 1 năm 1895 – ngày 17 tháng 1 năm 1899                              | Dân chủ                                               | 1894                                       | Tổng Chưởng lý thứ 22 của Texas (1891-1895)                                                 |                                             | George Taylor Jester           |
| 21 | 1896                |           | Charles A. Culberson ngày 10 tháng 6 năm 1855 – ngày 19 tháng 3 năm 1925 (Aged 69)        | ngày 15 tháng 1 năm 1895 – ngày 17 tháng 1 năm 1899                              | Dân chủ                                               |                                            | Tổng Chưởng lý thứ 22 của Texas (1891-1895)                                                 |                                             | George Taylor Jester           |
| 22 | GovJosephSayers.jpg |           | Joseph D. Sayers ngày 23 tháng 9 năm 1841 – ngày 15 tháng 5 năm 1929 (Aged 87)            | ngày 17 tháng 1 năm 1899 – ngày 20 tháng 1 năm 1903                              | Dân chủ                                               | 1898                                       | Hạ nghị sĩ (1893-1899)                                                                      |                                             | James Browning                 |
| 22 | GovJosephSayers.jpg | 1900      | Joseph D. Sayers ngày 23 tháng 9 năm 1841 – ngày 15 tháng 5 năm 1929 (Aged 87)            | ngày 17 tháng 1 năm 1899 – ngày 20 tháng 1 năm 1903                              | Dân chủ                                               |                                            | Hạ nghị sĩ (1893-1899)                                                                      |                                             | James Browning                 |
| 23 |                     |           | S. W. T. Lanham ngày 4 tháng 7 năm 1846 – ngày 29 tháng 7 năm 1908 (Aged 62)              | ngày 20 tháng 1 năm 1903 – ngày 15 tháng 1 năm 1907                              | Dân chủ                                               | 1902                                       | Hạ nghị sĩ (1897-1903)                                                                      |                                             | George D. Neal                 |
| 23 | 1904                |           | S. W. T. Lanham ngày 4 tháng 7 năm 1846 – ngày 29 tháng 7 năm 1908 (Aged 62)              | ngày 20 tháng 1 năm 1903 – ngày 15 tháng 1 năm 1907                              | Dân chủ                                               |                                            | Hạ nghị sĩ (1897-1903)                                                                      |                                             | George D. Neal                 |
| 24 |                     |           | Thomas Mitchell Campbell ngày 22 tháng 4 năm 1856 – ngày 1 tháng 4 năm 1923 (Aged 66)     | ngày 15 tháng 1 năm 1907 – ngày 17 tháng 1 năm 1911                              | Dân chủ                                               | 1906                                       | Tổng giám đốc Đường sắt Texas (1892-1897)                                                   |                                             | Asbury Bascom Davidson         |
| 24 | 1908                |           | Thomas Mitchell Campbell ngày 22 tháng 4 năm 1856 – ngày 1 tháng 4 năm 1923 (Aged 66)     | ngày 15 tháng 1 năm 1907 – ngày 17 tháng 1 năm 1911                              | Dân chủ                                               |                                            | Tổng giám đốc Đường sắt Texas (1892-1897)                                                   |                                             | Asbury Bascom Davidson         |
| 25 |                     |           | Oscar Branch Colquitt ngày 16 tháng 12 năm 1861 – ngày 8 tháng 3 năm 1940 (Aged 78)       | ngày 17 tháng 1 năm 1911 – ngày 19 tháng 1 năm 1915                              | Dân chủ                                               | 1910                                       | Ủy viên đường sắt Texas (1903-1911)                                                         |                                             | Asbury Bascom Davidson         |
| 25 | 1912                |           | Oscar Branch Colquitt ngày 16 tháng 12 năm 1861 – ngày 8 tháng 3 năm 1940 (Aged 78)       | ngày 17 tháng 1 năm 1911 – ngày 19 tháng 1 năm 1915                              | Dân chủ                                               | William Harding Mayes                      | Ủy viên đường sắt Texas (1903-1911)                                                         |                                             |                                |
| 26 |                     |           | James E. "Pa" Ferguson ngày 31 tháng 8 năm 1871 – ngày 21 tháng 9 năm 1944 (Aged 73)      | ngày 19 tháng 1 năm 1915 – ngày 25 tháng 8 năm 1917                              | Dân chủ                                               | 1914                                       | Chủ ngân hàng địa phuơng (since 1906)                                                       |                                             | William P. Hobby               |
| 26 | 1916                |           | James E. "Pa" Ferguson ngày 31 tháng 8 năm 1871 – ngày 21 tháng 9 năm 1944 (Aged 73)      | ngày 19 tháng 1 năm 1915 – ngày 25 tháng 8 năm 1917                              | Dân chủ                                               |                                            | Chủ ngân hàng địa phuơng (since 1906)                                                       |                                             | William P. Hobby               |
| 27 |                     |           | William P. Hobby ngày 26 tháng 3 năm 1878 – ngày 7 tháng 6 năm 1964 (Aged 86)             | ngày 25 tháng 8 năm 1917 – ngày 18 tháng 1 năm 1921                              | Dân chủ                                               | Phó Thống đốc thứ 24 của Texas (1915-1917) | Office vacant                                                                               | Office vacant                               |                                |
| 27 | 1918                |           | William P. Hobby ngày 26 tháng 3 năm 1878 – ngày 7 tháng 6 năm 1964 (Aged 86)             | ngày 25 tháng 8 năm 1917 – ngày 18 tháng 1 năm 1921                              | Dân chủ                                               | Phó Thống đốc thứ 24 của Texas (1915-1917) | Willard Arnold Johnson                                                                      |                                             |                                |
| 28 |                     |           | Pat Morris Neff ngày 26 tháng 11 năm 1871 – ngày 20 tháng 1 năm 1952 (Aged 80)            | ngày 18 tháng 1 năm 1921 – ngày 20 tháng 1 năm 1925                              | Dân chủ                                               | 1920                                       | Hạ nghị sĩ bang Texas (1899-1903)                                                           |                                             | Lynch Davidson                 |
| 28 | 1922                |           | Pat Morris Neff ngày 26 tháng 11 năm 1871 – ngày 20 tháng 1 năm 1952 (Aged 80)            | ngày 18 tháng 1 năm 1921 – ngày 20 tháng 1 năm 1925                              | Dân chủ                                               | Thomas Whitfield Davidson                  | Hạ nghị sĩ bang Texas (1899-1903)                                                           |                                             |                                |
| 29 |                     |           | Miriam A. "Ma" Ferguson ngày 13 tháng 6 năm 1875 – ngày 25 tháng 6 năm 1961 (Aged 86)     | ngày 20 tháng 1 năm 1925 – ngày 18 tháng 1 năm 1927                              | Dân chủ                                               | 1924                                       | Phu nhân của Thống đốc Texas (1915–1917)                                                    |                                             | Barry Miller                   |
| 30 |                     |           | Dan Moody ngày 1 tháng 6 năm 1893 – ngày 22 tháng 5 năm 1966 (Aged 72)                    | ngày 18 tháng 1 năm 1927 – ngày 20 tháng 1 năm 1931                              | Dân chủ                                               | 1926                                       | Tổng Chưởng lý thứ 32 của Texas (1931–1935)                                                 |                                             | Barry Miller                   |
| 30 | 1928                |           | Dan Moody ngày 1 tháng 6 năm 1893 – ngày 22 tháng 5 năm 1966 (Aged 72)                    | ngày 18 tháng 1 năm 1927 – ngày 20 tháng 1 năm 1931                              | Dân chủ                                               |                                            | Tổng Chưởng lý thứ 32 của Texas (1931–1935)                                                 |                                             | Barry Miller                   |
| 31 |                     |           | Ross S. Sterling ngày 11 tháng 2 năm 1875 – ngày 25 tháng 3 năm 1949 (Aged 74)            | ngày 20 tháng 1 năm 1931 – ngày 17 tháng 1 năm 1933                              | Dân chủ                                               | 1930                                       | Chủ tịch Ủy ban Đường cao tốc Texas (1930)                                                  |                                             | Edgar E. Witt                  |
| 32 |                     |           | Miriam A. "Ma" Ferguson ngày 13 tháng 6 năm 1875 – ngày 25 tháng 6 năm 1961 (Aged 86)     | ngày 17 tháng 1 năm 1933 – ngày 15 tháng 1 năm 1935                              | Dân chủ                                               | 1932                                       | Thống đốc thứ 29 của Texas (1925-1927)                                                      |                                             | Edgar E. Witt                  |
| 33 |                     |           | James Allred ngày 29 tháng 3 năm 1899 – ngày 24 tháng 9 năm 1959 (Aged 60)                | ngày 15 tháng 1 năm 1935 – January 17, 1939                                      | Dân chủ                                               | 1934                                       | Tổng Chưởng lý thứ 35 của Texas (1931–1935)                                                 |                                             | Walter Frank Woodul            |
| 33 | 1936                |           | James Allred ngày 29 tháng 3 năm 1899 – ngày 24 tháng 9 năm 1959 (Aged 60)                | ngày 15 tháng 1 năm 1935 – January 17, 1939                                      | Dân chủ                                               |                                            | Tổng Chưởng lý thứ 35 của Texas (1931–1935)                                                 |                                             | Walter Frank Woodul            |
| 34 |                     |           | Wilbert Lee "Pappy" O'Daniel March 11, 1890 – May 11, 1969 (Aged 79)                      | January 17, 1939 – August 4, 1941                                                | Dân chủ                                               | 1938                                       | Chủ tịch Phòng Thuơng mại thành phố Fort Worth (1933-1934)                                  |                                             | Coke R. Stevenson              |
| 34 | 1940                |           | Wilbert Lee "Pappy" O'Daniel March 11, 1890 – May 11, 1969 (Aged 79)                      | January 17, 1939 – August 4, 1941                                                | Dân chủ                                               |                                            | Chủ tịch Phòng Thuơng mại thành phố Fort Worth (1933-1934)                                  |                                             | Coke R. Stevenson              |
| 35 |                     |           | Coke R. Stevenson March 20, 1888 – June 28, 1975 (Aged 87)                                | August 4, 1941 – January 21, 1947                                                | Dân chủ                                               | Phó thống đốc thứ 31 của Texas (1939-1941) | Office vacant                                                                               | Office vacant                               |                                |
| 35 | 1942                |           | Coke R. Stevenson March 20, 1888 – June 28, 1975 (Aged 87)                                | August 4, 1941 – January 21, 1947                                                | Dân chủ                                               | Phó thống đốc thứ 31 của Texas (1939-1941) | John Lee Smith                                                                              |                                             |                                |
| 35 | 1944                |           | Coke R. Stevenson March 20, 1888 – June 28, 1975 (Aged 87)                                | August 4, 1941 – January 21, 1947                                                | Dân chủ                                               | Phó thống đốc thứ 31 của Texas (1939-1941) | John Lee Smith                                                                              |                                             |                                |
| 36 |                     |           | Beauford H. Jester January 12, 1893 – July 11, 1949 (Aged 56)                             | January 21, 1947 – July 11, 1949                                                 | Dân chủ                                               | 1946                                       | Thành viên Ủy ban Đường sắt Texas (1943-1947)                                               |                                             | Allan Shivers                  |
| 36 | 1948                |           | Beauford H. Jester January 12, 1893 – July 11, 1949 (Aged 56)                             | January 21, 1947 – July 11, 1949                                                 | Dân chủ                                               |                                            | Thành viên Ủy ban Đường sắt Texas (1943-1947)                                               |                                             | Allan Shivers                  |
| 37 |                     |           | Allan Shivers October 5, 1907 – January 14, 1985 (Aged 77)                                | July 11, 1949 – January 15, 1957                                                 | Dân chủ                                               | Phó Thống đốc thứ 33 của Texas (1947-1949) | Office vacant                                                                               | Office vacant                               |                                |
| 37 | 1950                |           | Allan Shivers October 5, 1907 – January 14, 1985 (Aged 77)                                | July 11, 1949 – January 15, 1957                                                 | Dân chủ                                               | Phó Thống đốc thứ 33 của Texas (1947-1949) | Ben Ramsey                                                                                  |                                             |                                |
| 37 | 1952                |           | Allan Shivers October 5, 1907 – January 14, 1985 (Aged 77)                                | July 11, 1949 – January 15, 1957                                                 | Dân chủ                                               | Phó Thống đốc thứ 33 của Texas (1947-1949) | Ben Ramsey                                                                                  |                                             |                                |
| 37 | 1954                |           | Allan Shivers October 5, 1907 – January 14, 1985 (Aged 77)                                | July 11, 1949 – January 15, 1957                                                 | Dân chủ                                               | Phó Thống đốc thứ 33 của Texas (1947-1949) | Ben Ramsey                                                                                  |                                             |                                |
| 38 |                     |           | Price Daniel October 10, 1910 – August 25, 1988 (Aged 77)                                 | January 15, 1957 – January 15, 1963                                              | Dân chủ                                               | 1956                                       | Ben Ramsey                                                                                  | Thượng nghị sĩ Hoa Kỳ của Texas (1953-1957) |                                |
| 38 | 1958                |           | Price Daniel October 10, 1910 – August 25, 1988 (Aged 77)                                 | January 15, 1957 – January 15, 1963                                              | Dân chủ                                               |                                            | Ben Ramsey                                                                                  | Thượng nghị sĩ Hoa Kỳ của Texas (1953-1957) |                                |
| 38 | 1960                |           | Price Daniel October 10, 1910 – August 25, 1988 (Aged 77)                                 | January 15, 1957 – January 15, 1963                                              | Dân chủ                                               |                                            | Ben Ramsey                                                                                  | Thượng nghị sĩ Hoa Kỳ của Texas (1953-1957) |                                |
| 38 | Office vacant       |           | Price Daniel October 10, 1910 – August 25, 1988 (Aged 77)                                 | January 15, 1957 – January 15, 1963                                              | Dân chủ                                               |                                            |                                                                                             | Thượng nghị sĩ Hoa Kỳ của Texas (1953-1957) |                                |
| 39 |                     |           | John Connally February 27, 1917 – June 15, 1993 (Aged 76)                                 | January 15, 1963 – January 21, 1969                                              | Dân chủ                                               | 1962                                       | Bộ trưởng thứ 56 của Hải quân Hoa Kỳ (1961)                                                 |                                             | Preston Smith                  |
| 39 | 1964                |           | John Connally February 27, 1917 – June 15, 1993 (Aged 76)                                 | January 15, 1963 – January 21, 1969                                              | Dân chủ                                               |                                            | Bộ trưởng thứ 56 của Hải quân Hoa Kỳ (1961)                                                 |                                             | Preston Smith                  |
| 39 | 1966                |           | John Connally February 27, 1917 – June 15, 1993 (Aged 76)                                 | January 15, 1963 – January 21, 1969                                              | Dân chủ                                               |                                            | Bộ trưởng thứ 56 của Hải quân Hoa Kỳ (1961)                                                 |                                             | Preston Smith                  |
| 40 |                     |           | Preston Smith March 8, 1912 – October 18, 2003 (Aged 91)                                  | January 21, 1969 – January 16, 1973                                              | Dân chủ                                               | 1968                                       | Phó Thống đốc thứ 35 của Texas (1963-1969)                                                  |                                             | Ben Barnes                     |
| 40 | 1970                |           | Preston Smith March 8, 1912 – October 18, 2003 (Aged 91)                                  | January 21, 1969 – January 16, 1973                                              | Dân chủ                                               |                                            | Phó Thống đốc thứ 35 của Texas (1963-1969)                                                  |                                             | Ben Barnes                     |
| 41 |                     |           | Dolph Briscoe April 23, 1923 – June 27, 2010 (Aged 87)                                    | January 16, 1973 – January 16, 1979                                              | Dân chủ                                               | 1972                                       | Hạ nghị sĩ bang Texas (1949-1957)                                                           |                                             | William P. Hobby Jr.           |
| 41 | 1974                |           | Dolph Briscoe April 23, 1923 – June 27, 2010 (Aged 87)                                    | January 16, 1973 – January 16, 1979                                              | Dân chủ                                               |                                            | Hạ nghị sĩ bang Texas (1949-1957)                                                           |                                             | William P. Hobby Jr.           |
| 42 |                     |           | Bill Clements April 13, 1917 – May 29, 2011 (Aged 94)                                     | January 16, 1979 – January 18, 1983                                              | Cộng hòa                                              | 1978                                       | Thứ trưởng thứ 15 của Bộ Quốc phòng Hoa Kỳ (1973-1977)                                      |                                             | William P. Hobby Jr.           |
| 43 |                     |           | Mark White March 17, 1940 – August 5, 2017 (Aged 77)                                      | January 18, 1983 – January 20, 1987                                              | Dân chủ                                               | 1982                                       | Tổng Chưởng lý thứ 46 của Texas (1979-1983)                                                 |                                             | William P. Hobby Jr.           |
| 44 |                     |           | Bill Clements April 13, 1917 – May 29, 2011 (Aged 94)                                     | January 20, 1987 – January 15, 1991                                              | Cộng hòa                                              | 1986                                       | Thống đốc thứ 42 của Texas (1979-1983)                                                      |                                             | William P. Hobby Jr.           |
| 45 |                     |           | Ann Richards September 1, 1933 – September 13, 2006 (Aged 73)                             | January 15, 1991 – January 17, 1995                                              | Dân chủ                                               | 1990                                       | Bộ trưởng Ngân khố bang Texas (1983-1991)                                                   |                                             | Bob Bullock                    |
| 46 |                     |           | George W. Bush 6 tháng 7 năm 1946 (78 tuổi)                                               | 17 tháng 1 năm 1995 – 21 tháng 12 năm 2000                                       | Cộng hòa                                              | 1994                                       | Quản lý đối tác tổng của đội bóng chày Texas Rangers (1989-1994)                            |                                             | Bob Bullock                    |
| 46 | 1998                |           | George W. Bush 6 tháng 7 năm 1946 (78 tuổi)                                               | 17 tháng 1 năm 1995 – 21 tháng 12 năm 2000                                       | Cộng hòa                                              | Rick Perry                                 | Quản lý đối tác tổng của đội bóng chày Texas Rangers (1989-1994)                            |                                             |                                |
| 47 | 1998                |           |                                                                                           | Rick Perry 4 tháng 3 năm 1950 (75 tuổi)                                          | 21 tháng 12 năm 2000 – 20 tháng 1 năm 2015            | Cộng hòa                                   | Phó Thống đốc thứ 39 của Texas (1999-2000)                                                  |                                             | Bill Ratliff                   |
| 47 | 2002                |           | David Dewhurst                                                                            | Rick Perry 4 tháng 3 năm 1950 (75 tuổi)                                          | 21 tháng 12 năm 2000 – 20 tháng 1 năm 2015            | Cộng hòa                                   | Phó Thống đốc thứ 39 của Texas (1999-2000)                                                  |                                             |                                |
| 47 | 2006                |           | David Dewhurst                                                                            | Rick Perry 4 tháng 3 năm 1950 (75 tuổi)                                          | 21 tháng 12 năm 2000 – 20 tháng 1 năm 2015            | Cộng hòa                                   | Phó Thống đốc thứ 39 của Texas (1999-2000)                                                  |                                             |                                |
| 47 | 2010                |           | David Dewhurst                                                                            | Rick Perry 4 tháng 3 năm 1950 (75 tuổi)                                          | 21 tháng 12 năm 2000 – 20 tháng 1 năm 2015            | Cộng hòa                                   | Phó Thống đốc thứ 39 của Texas (1999-2000)                                                  |                                             |                                |
| 48 |                     |           | Greg Abbott 13 tháng 11 năm 1957 (67 tuổi)                                                | 20 tháng 1 năm 2015 – Đương nhiệm                                                | Cộng hòa                                              | 2014                                       | Tổng Chưởng lý thứ 50 của Texas (2002-2015)                                                 |                                             | Dan Patrick                    |
| 48 | 2018                |           | Greg Abbott 13 tháng 11 năm 1957 (67 tuổi)                                                | 20 tháng 1 năm 2015 – Đương nhiệm                                                | Cộng hòa                                              |                                            | Tổng Chưởng lý thứ 50 của Texas (2002-2015)                                                 |                                             | Dan Patrick                    |